# 神田川・環状七号線地下調節池
神田川・環状七号線地下調節池（かんだがわ・かんじょうななごうせんちかちょうせつち）は、東京都中野区・杉並区にある調節池。東京都道318号環状七号線の地下に整備された。

## 概要
延長は4.5km。深さは40m前後。集中豪雨による洪水被害から東京都心部を守るために整備された。妙正寺川、善福寺川、神田川の3河川の溢れた水を流入することができる。掘りこみ式調節池では、用地確保が追い付かないため、環七の下に長大なトンネルで調節池を建設することになった。
第1期区間は1995年（平成7年）1月に完成し、延長2kmで神田川のみから取水していた。梅里換気所まで完成していたが、善福寺川の取水施設は第二期に建設されている。第二期工事は2008年（平成20年）3月に完了し妙正寺川、善福寺川の取水施設が完成。シールドマシンによる掘削が行われた。
3000戸以上の浸水被害を出した1993年（平成5年）台風11号と同規模の降雨があった、2004年（平成16年）台風22号では、浸水家屋は46戸と調節池が効果を発揮し、被害は激減した。
目白通り地下に整備された白子川地下調節池（白子川から石神井川につながっている）とつなげて1本の調節池にするため、環状七号線地下広域調節池の建設が2016年（平成28年）から進められており、2026年（令和8年）に完成する予定。完成により3調節池が連結されると、1時間100ミリの豪雨にも効果を発揮する。
さらに環状七号線を南下し、延伸して東京湾につなげることで、巨大な放水路（地下河川）として機能させる構想もある。
2019年（令和元年）からは、東武トップツアーズが首都圏外郭放水路と当調節池をまわる見学ツアーを実施している。また、東京都建設局は、2019年12月からダムカードテイストのカード「IKEカード」を作成し配布している。

## 沿革

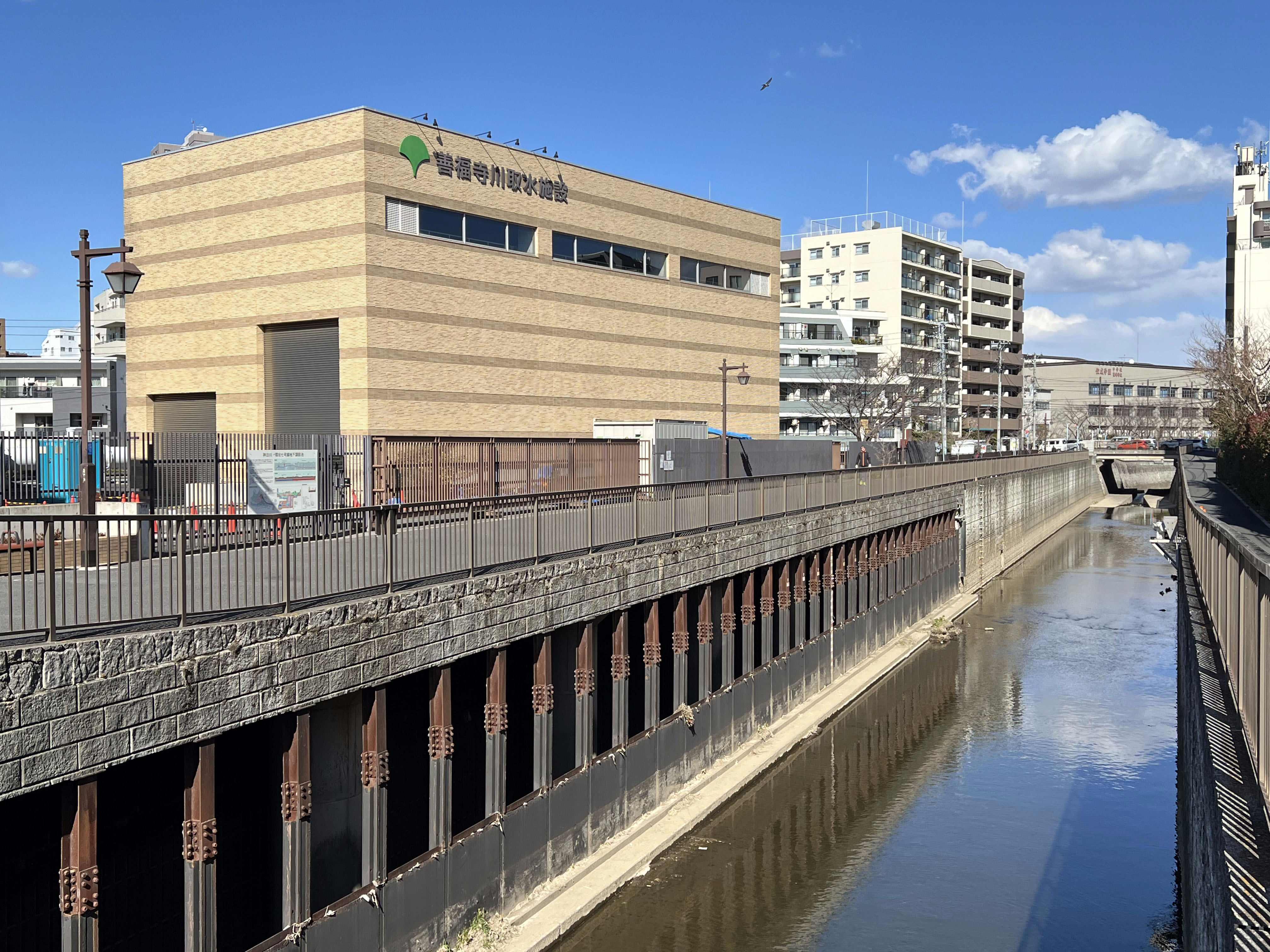
善福寺川取水施設

- 1986年（昭和61年） - 第一期区間都市計画決定
- 1990年（平成02年） - 第二期区間都市計画決定
- 2005年（平成17年）9月 - 善福寺川取水施設が供用され、取水が始まる。
- 2007年（平成19年）3月 - 善福寺川取水施設完成、妙正寺川取水施設が供用され、取水が始まる。
- 2008年（平成20年）3月 - 妙正寺川取水施設完成。
- 2019年（令和元年）10月 - 令和元年東日本台風（台風19号）においては、総貯留量54万トンの9割程度まで洪水を貯留し、東京都区部の浸水を防いだ[3]。